# Chiesa di Santa Fosca (Altivole)
La chiesa di Santa Fosca è la parrocchiale di Altivole, in provincia e diocesi di Treviso; fa parte del vicariato di Castello di Godego.

## Storia
La primitiva chiesetta di Altivole fu edificata nel Seicento; questo edificio venne distrutto dal terremoto di Santa Costanza del 25 febbraio 1695.
La chiesa fu quindi ricostruita nel XVIII secolo; tale struttura era a pianta quadrata e presentava cinque altari totali, di cui quello maggiore e quattro laterali dedicati.
Nel 1811 sopra l'ingresso laterale fu eseguito un affresco il cui soggetto era la Croce.
Nel 1879 venne realizzato l'organo, mentre nel 1903 posato il nuovo pavimento.
L'attuale parrocchiale, voluta da don Martino Favretto e progettata da Antonio Beni, è frutto del rifacimento condotto nella prima metà del XX secolo: la prima pietra fu posta il 6 dicembre 1925 dal vescovo di Treviso Andrea Giacinto Longhin e la consacrazione impartita il 27 agosto 1949 dal vescovo Antonio Mantiero.
L'edificio venne ristrutturato nel 1986 e poi, ancora, tra il 2014 e il 2017.

## Descrizione
La chiesa ha pianta a croce latina. Opere di pregio conservate all'interno, che è ad un'unica navata, sono: l'affresco dell'Assunzione di Maria, dipinto nel 1910 da Noè Bordignon; la raffigurazione della Madonna col Bambino, attribuibile a Dominicus Bonora Flamensis; dello stesso autore anche il dipinto che rappresenta i santi Fosca, Pietro e Paolo; la pala con la Sacra Famiglia assieme a dei santi, originariamente collocata nella soppressa chiesetta annessa a Villa Van Axel; le tele settecentesche di bottega veneta, i cui soggetti sono i santi Antonio, Urbano papa, Sisto e Gregorio Nazianzeno e il Transito di San Giuseppe.